# Long. Live. ASAP
A Long. Live. ASAP (stilizált: LONG.LIVE.A$AP) az amerikai rapper, ASAP Rocky debütáló stúdióalbuma. 2013. január 15-én jelent meg az ASAP Worldwide, a Polo Grounds Music és az RCA Records által. Az album megjelenésének időpontját többször is megváltoztatták, például 2012. szeptember 11-ére, majd október 31-ére. Az utóbbi a 2011-es mixtape-jének, a Live. Love. ASAP-nek az egyéves évfordulója.
Az albumban rengeteg közreműködő előadóval találkozhatunk: Schoolboy Q, Santigold, OverDoz, Kendrick Lamar, 2 Chainz, Drake, Big K.R.I.T., Yelawolf, Danny Brown, Action Bronson, Joey Badass, Gunplay, ASAP Ferg és Florence Welch. Az albumon Hit-Boy, ASAP Ty Beats, Soufien3000, Clams Casino, Danger Mouse, Noah "40" Shebib, T-Minus, Skrillex és Emile Haynie is dolgozott több híres producerrel együtt.
Az albumról eddig négy kislemez jelent meg – a "Goldie", a "Fuckin' Problems", a "Wild For The Night" és a "Fashion Killa" – , és országos lemezbemutató turné is volt, ahova Rocky-t elkísérte Schoolboy Q és Danny Brown is.

## Háttér
2011 májusában Rocky abbahagyta a drogkereskedést, és elhatározta, hogy a rap-karrierjére fog koncentrálni. A "Purple Swag" című számához júliusban adta ki a videóklipet, amit teljes zsongás követett az interneten, és a lemezkiadók is felfigyeltek rá. Több kiadó is udvarolt Rocky-nak, beleértve az RCA-t és a Polo Grounds Music-ot. Rocky azonban nem foglalkozott a kiadókkal, inkább más tevékenységek után nézett. Viszont később találkozott a Polo Grounds elnökével, Bryan Leach-el, aki szintén Harlemből származik, és a zenéről és az életstílusokról beszélgettek.
2011 augusztusában Rocky folytatta karrierjét "Peso" című számával, ami először internetes blogokon bukkant fel, majd a New York-i Hot 97 rádióállomáson is elkezdték játszani. A dallal tiszteletet szerzett magának New Yorkban, majd később Rocky elmondta: "Könnyekkel telik meg a szemem, hogy azt látom, az őshonos New York-i emberek támogatnak, mert New York egy elég makacs és arrogáns hely." Egy licitháború tört ki a kiadók között, végül Rocky a Polo Grounds-al és az RCA-vel kötött lemezszerződést október 14-én. Ez 3 millió dollár értékű volt, ebből 1,7 millió dollárt szóló munkájára szántak, a maradék 1,3 millió dollárt pedig saját cégének, az ASAP Worldwide-nak a finanszírozására. Rocky elárulta, hogy "nagyobb teret" akart magának és kollektívájának a szerződéssel.

## Felvétel és a produkció
Az MTV egyik interjújában a The KickDrums beszélt Lana Del Rey és Rocky közös munkájáról. Elmondták, hogy az ötlet, hogy a két előadó dolgozzon együtt, a csapat egyik tagjáé, Fitts-é volt. Del Rey-ről és a produkciós háttérről Fitts a következőket mondta:
"...Lana nagy hiphoprajongó, és ASAP Rocky is rajong Lana-ért, és az ütemeknek sikerült összehoznia őket. Igazából ez az egész lemez lényege, hogy a műfajok keveredjenek, és ezt csináljuk mi, a KickDrums is, mert csomó különböző hatással nőttünk fel, például hogy mindent meghallgatunk a Nirvana, a Pink Floyd és a Radiohead-től kezdve egészen Dr. Dre és Jay-Z-ig."
Del Rey-el a közös szám eredetileg mixtape-ként jelent volna meg, hogy bemutassák a KickDrums produkcióját, de ehelyett felraktál Rocky albumára, mivel a dal a Sony Music Group-nak és az Interscope Records-nak is tetszett. A KickDrums tiszteletben tartotta a döntést, és beleegyezett abba, hogy a szám Rocky debütáló albumán jelenjen meg. Még korábban azonban a befejezetlen számot szándékosan kiszivárogtatták az interneten, és a KickDrums megrémült ettől. A dal végül nem kerül fel az albumra. Rocky úgy írta le Del Rey-t, mint az "álomnőjét", miután a két híresség Del Rey videóklipjében, a "National Anthem"-ben együtt szerepelt, amiben Rocky az exelnököt, John F. Kennedy-t játszotta.
A "1 Train" című számot olyan fiatal rapperekkel vették fel, mint Kendrick Lamar, Joey Badass, Yelawolf, Danny Brown, Action Bronson és Big K.R.I.T.. Rocky úgy írta le a dalt, hogy: "akartam egy olyan számot, amely úgy hangzik, mint egy '90-es évekbeli underground szám, és senkinek nem kellett megmondanom, hogy mit csináljon." Még hozzátette: "olyanokkal dolgoztam együtt, akiket a korosztályom előadójaként tisztelek." Azt is elmondta, hogy a kedvence a dalból K.R.I.T. része.
A "Pretty Flacko" remixét, amelyben Gucci Mane, Waka Flocka Flame és Pharrell Williams a közreműködő előadó, is eredetileg az albumra szánták, de eltávolították Rocky viszálya miatt SpaceGhostPurrp-el, a dal producerével.

## Megjelenés és a reklám
Az album eredetileg 2012. szeptember 11-én jelent volna meg, de eltolták halloweenig, majd későbbre rakták át a dátumot, 2013 első felére, hogy elvégezhessék az utolsó simításokat; a szerzői jogok tulajdonosai húzták az időt az album hangmintái használatának az engedélyének megadásával, és Rocky nem akarta ezt kihagyni. Az MTV-nek Rocky azt mondta a témáról: "az a baj az albumommal, hogy vannak rajta olyan dolgok, amik annyira csodálatosak, hogy túl sok időbe telik elsajátítani őket. Ez a baj, és nem vagyok hajlandó semmiről sem lemondani. Ez így teljes. Mindent elsajátítunk és tisztázunk... Csak nehéz a dolgokat tisztázni, mert meg kell találnod azokat az embereket, akik megoldják ezt a dolgot a hangmintákkal."
2012 őszén Rocky megkezdte Long. Live. ASAP turnéját Schoolboy Q-val és Danny Brownnal. A turnét az album szeptemberi megjelenéséhez igazították.
Rocky 2012. december 3-án, a "Fuckin' Problems" videóklip premierje közben jelentette be, hogy az album 2013. január 15-én fog megjelenni. Az album címadó klipjének premierje 2012. december 23-án volt az MTV-n. Hogy megünnepeljék az album megjelenését, Rocky fellépett a The Hole-on New York belvárosában csapatával, ASAP Mobbal. A rendezvényen egyébként ellopták Rocky iPhone-ját.

## Kislemezek
A "Goldie", az első kislemez az albumról, 2012. április 23-án jelent meg, Hit-Boy a dal producere. Hit-Boy a számban Rocky laza rappelési stílusát meg akarta változtatni, ezért szándékosan eltorzította azt, hogy legyen benne valamiféle kábult hang is. Az ütem alatt Hit-Boy az énekhez visszhangot is adott, hogy baljós hangulatot keltsen a dalnak. A "Goldie" 65. lett a Billboard Hot R&B/Hip Hop dalok listáján, és 2012 legjobb 50 dalának a listáján a 30. helyen végzett. A videóklip a dalhoz 2012. május 3-án jelent meg.
A következő kislemeznek, a "Fuckin' Problems"-nek élőben volt a premierje Rocky oaklandi turnéállomásán 2012. október 25-én, ahol ott volt Kendrick Lamar is. A szám már aznap megjelent iTunes-on. A Billboard Hot 100-as listáján a nyolcadik helyet érte el. Rocky a ritmus elkészítéséhez Noah "40" Shebib-et kereste fel, akinek ebben Drake, álnevén C. Papi volt segítségére. A videóklip 2012. december 3-án jelent meg 2 Chainz, Kendrick Lamar és Drake közreműködésével.
Az első promóciós kislemez az album címadó száma, a "Long Live ASAP" volt, amely egyben az album nyitó dala is. 2012. december 18-án jelent meg, videóklipje pedig december 23-án. A dal két producere Jim Jonsin és Rico Love, társproducerei pedig Finatik & Zac, Frank Romano és maga Rocky, LORD FLACKO néven.
A "Wild for the Night" a második promóciós kislemezként jelent meg 2013. január 13-án. A kislemezen Skrillex és Birdy Nam Nam is szerepel vendégelőadóként. Bár az albumon vendégelőadóként csak Skrillex van feltüntetve. Skrillex a dal producere is, Birdy Nam Nam pedig ebben a segítségére volt, majd később elkészítették a dal remixét Rocky-val, vagyis LORD FLACKO-val együtt. Röviddel azután Rocky bejelentette, hogy ez lesz a harmadik hivatalos kislemez. 2013. március 26-án meg is jelent harmadik kislemezként. A videóklip 2013. március 25-én jelent meg, a Dominikai Köztársaságban forgatták Skrillex-szel és kisebb szerepeket is kapott az ASAP Mob pár tagja. A dal a 82-dik helyet érte el a Billboard Hot 100-en.
2013. június 7-én megjelent a negyedik kislemez, a "Fashion Killa". 2013. szeptember 23-án jelent meg hozzá a videóklip a 106 & Park-ban.
Az "Angels" videóklipje 2013. november 1-jén jelent meg. 2013. november 12-én a "Phoenix"-nek a videóklipje jelent meg rövidfilmként, az olasz színésznő, Asia Argento írta a szintén olasz Francesco Carrozzini rendezővel. Michael K. Williams színész remekel benne, a modell, Joan Smalls-al.

## Kritikai fogadtatás
A Long. Live. ASAP általánosságban pozitív véleményeket kapott zenekritikusoktól. A Metacritic weboldalán megkapta az album a 75 pontot a 100-ból 40 vélemény alapján. A The A.V. Clubból ismert Chris DeVille azt mondta az albumról, hogy egy "esztétikai csoda maradéktalan megvalósulása." Simon Vozick-Levinson a Rolling Stone-ból azt írta, hogy zeneileg "növeli hírnevét anélkül, hogy elvesztené mixtape-je ellenállhatatlanságát." A Pitchfork Media-ból ismert Jayson Greene Rocky-nak az "alakíthatóságát" dicsérte, azt írta, hangja "természetesnek hangzik minden beállításban", és az albumot a "szakma győzelmének" nevezte, úgy, hogy "megőrzi Rocky makulátlan ízlését, miközben okosan feljavítja hangját." Entertainment Weekly-s Kyle Anderson azt a nézőpontot vallja, hogy Rocky a "rádiós klisékből fertőző komikussá" válik, és Simon Price a The Independenttől azt írta, hogy "Rocky rímei hihetőek, ha bennünk van az, milyen szegényként felnőni." És ha Rocky a szexizmusba csúszik át, akkor is legalább csak viccel. AllMusicos David Jeffries úgy írta le Rocky-t, hogy "a rap Jim Morrisonja, aki egy elérhető, vonzó és brutális utat kínál a sötétségbe, miközben hű marad a lelkéhez. Chris Kelly a Factból elmondta, hogy Rocky-nak "jó füle van a megnyerő ritmusokhoz, melyek lírai hiányosságát el lehet nézni magabiztosságával.
Jesse Cataldo a Slant Magazine-tól úgy érezte, hogy az albumon még mindig meg lehet találni Rocky "rutinszerű alájátszási anyagát, ami nem engedi, hogy a lírai dolgokra fókuszáljunk a szokásos, elcsépelt szóképek helyett. Alexis Petridis a The Guardian-tól "sok helyen szenzációsnak" tartotta a zenét, de a dalszövegeket időnként "unalmasnak" találta. David Amidon a PopMatters-ből viszonylag "jónak" találta az albumot, mint a többi "cloud rap"-et, és kijelentette: "Rocky-nak még mindig kiváló tehetség, ha a hangját nézzük, de majd kiderül, hogy össze tudja-e harmonizálni hangját a tollával." Andrew Nosnitsky a Spin-ből Rocky dalszövegeit felszínesnek és közhelyesnek tartotta, azt mondja: "semmi személyes elbeszélés nincs bennük, vagy olyan személyazonosság, mely kárpótolja mesterségének ürességét."

### Elismerések
A Long. Live. ASAP-et az Exclaim! 2013 hetedik legjobb hiphop albumának nevezte. Complex a 19. helyre helyezte a 2013 legjobb albumainak listáján. Pigeons and Planes-nél a 25. helyen zárt, szintén 2013 legjobb albumainak listáján. Pitchfork Media a 39 helyre helyezte 2013 ötven legjobb albumából.

## Kereskedelmi teljesítménye
Az album az első helyen debütált a Billboard 200-as listáján, első héten 139 ezer példányt adtak el belőle az Egyesült Államokban. Ez 2013. április 17-ére 312 ezerre nőtt az Egyesült Államokban.

## Számlista
| #   | Cím | Szerző(k) | Producer(ek)                                                                      | Hossz |
| --- | --- | --- | --------------------------------------------------------------------------------- | ----- |
| 1.  | Long Live ASAP                                                                                          | Rakim Mayers, James Scheffer, Richard Butler, Jr., Michael Mule, Issac Deboni, Frank Romano, Laura Jane Lowther        | Jim Jonsin, Rico Love, Finatik & Zac (co.), Frank Romano (co.), LORD FLACKO (co.) | 4:49  |
| 2.  | Goldie                                                                                                  | Mayers, Hit-Boy | Hit-Boy                                                                           | 3:12  |
| 3.  | PMW (All I Really Need) (featuring Schoolboy Q)                                                         | Mayers, Quincy Hanley, Tyler Williams, Nikhil Seetharam                                                                | T-Minus, Nikhil Seetharam (co.)                                                   | 3:54  |
| 4.  | LVL | Mayers, Mike Volpe | Clams Casino                                                                      | 3:40  |
| 5.  | Hell (featuring Santigold)                                                                              | Mayers, Volpe, Santi White                                                                                             | Clams Casino                                                                      | 3:51  |
| 6.  | Pain (featuring OverDoz)                                                                                | Mayers, Khalid Muhammed, Jess Willard, Soufien Rhouat                                                                  | Soufien3000                                                                       | 3:53  |
| 7.  | Fuckin' Problems (featuring Drake, 2 Chainz and Kendrick Lamar)                                         | Mayers, Aubrey Graham, Kendrick Duckworth, Tauheed Epps, Noah Shebib, Stephen Garrett                                  | 40, C. Papi (co.)                                                                 | 3:53  |
| 8.  | Wild for the Night (featuring Skrillex and Birdy Nam Nam)                                               | Mayers, Sonny Moore, Mickael Dalmoro, Denis Lebouvier, Thomas Parent, Julien Pradeyrol, Nicolas Vadon                  | Birdy Nam Nam, Skrillex (Remixelve Skrillex, LORD FLACKO által)                   | 3:29  |
| 9.  | 1 Train (featuring Kendrick Lamar, Joey Badass, Yelawolf, Danny Brown, Action Bronson and Big K.R.I.T.) | Mayers, Ariyan Asllani, Michael Atha, Duckworth, Hollis, Daniel Sewell, Justin Scott, Jo-Vaughn Virginie, Assala Nasri | Hit-Boy                                                                           | 6:12  |
| 10. | Fashion Killa                                                                                           | Mayers, Hector Delgado, James Laurence, Dylan Reznick, Terius Nash, Christopher Stewart                                | Hector Delgado, LORD FLACKO, Friendzone (co.)                                     | 3:56  |
| 11. | Phoenix                                                                                                 | Mayers, Brian Burton                                                                                                   | Danger Mouse                                                                      | 3:53  |
| 12. | Suddenly                                                                                                | Mayers, Delgado, Tyshaun Holloway, Curtis Williams                                                                     | Hector Delgado, LORD FLACKO, ASAP Ty Beats (co.)                                  | 4:30  |

| Deluxe edition bonus tracks | Deluxe edition bonus tracks                     | Deluxe edition bonus tracks                                                                                         | Deluxe edition bonus tracks                       | Deluxe edition bonus tracks | Deluxe edition bonus tracks | Deluxe edition bonus tracks | Deluxe edition bonus tracks | Deluxe edition bonus tracks | Deluxe edition bonus tracks |
| #                           | Cím                                             | Szerző(k) | Producer(ek)                                      | Hossz                       |                             |                             |                             |                             |                             |
| --------------------------- | ----------------------------------------------- | --- | ------------------------------------------------- | --------------------------- | --------------------------- | --------------------------- | --------------------------- | --------------------------- | --------------------------- |
| 13.                         | Jodye                                           | Mayers | Joey Fatts, LORD FLACKO, Hector Delgado (add.)    | 4:20                        |                             |                             |                             |                             |                             |
| 14.                         | Ghetto Symphony (featuring Gunplay & ASAP Ferg) | Mayers, Richard Morales Jr., Jonathan Williams, Darold Ferguson, Guy Sigsworth, Imogen Heap, Peter Chill, Tivon Key | V Don, LORD FLACKO, Jonathan “MP” Williams (add.) | 3:57                        |                             |                             |                             |                             |                             |
| 15.                         | Angels                                          | Mayers, Clarence Connor, Dayquan Davis, Imogen Heap, Solomon Davis                                                  | Amsterdam                                         | 3:48                        |                             |                             |                             |                             |                             |
| 16.                         | I Come Apart (featuring Florence Welch)         | Mayers, Florence Welch, Emile Haynie, Amanda Gosein, John Stephens                                                  | Emile Haynie, Amanda Ghost (co.)                  | 3:37                        |                             |                             |                             |                             |                             |
| 61:25                       |                                                 | |                                                   |                             |                             |                             |                             |                             |                             |

| 17. | Pretty Flacko (Remix) (featuring Gucci Mane, Waka Flocka Flame & Pharrell) | Mayers, Radric Davis, Juaquin Malphurs, Pharrell Williams, Malquise Rolle | SpaceGhostPurrp | 4:17 |

| 17. | Purple Swag (Remix) (featuring Paul Wall, Bun B & Killa Kyleon) | Mayers, Paul Slayton, Bernard Freeman, Holloway, Kyle Riley | ASAP Ty Beats | 4:12 |

## Fordítás
- Ez a szócikk részben vagy egészben  a   Long. Live. ASAP című angol Wikipédia-szócikk fordításán alapul.  Az eredeti cikk szerkesztőit annak laptörténete sorolja fel. Ez a jelzés csupán a megfogalmazás eredetét és a szerzői jogokat jelzi, nem szolgál a cikkben szereplő információk forrásmegjelöléseként.